# 크로슬리 필드
크로슬리 필드(Crosley Field)은 미국 오하이오주 신시내티에 위치한 야구장이다. 과거 MLB 신시내티 레즈와 NFL 신시내티 벵골스의 홈구장으로 사용했다.
| 메이저 리그 베이스볼 올스타전 개최 경기장 |                      |               |
| 1937년                                    | 1938년 크로슬리 필드 | 1939년        |
| 그리피스 스타디움                         | 1938년 크로슬리 필드 | 양키 스타디움 |
|                                           |                      |               |
|                                           |                      |               |

| 메이저 리그 베이스볼 올스타전 개최 경기장 |                      |                     |
| 1952년                                    | 1953년 크로슬리 필드 | 1954년              |
| 쉬브 파크                                 | 1953년 크로슬리 필드 | 클리블랜드 스타디움 |
|                                           |                      |                     |
|                                           |                      |                     |